# ادهم‌جان آچیلف
اَدهَم‌جان آچیلُف (به ازبکی: Adhamjon Ochilov) (زادهٔ ۷ آوریل ۱۹۷۶) کشتی‌گیر سابق ازبکستانی در دستهٔ وزنی ۵۴ و ۵۵ کیلوگرم کشتی آزاد است. او برندهٔ یک مدال نقرهٔ مسابقات قهرمانی کشتی جهان (۱۹۹۹) و دو مدال طلا (۱۹۹۶، ۲۰۰۴) و دو برنز (۱۹۹۹، ۲۰۰۰) از مسابقات قهرمانی کشتی آسیا است. آچیلف ملی‌پوش ازبکستان در دو دورهٔ بازی‌های المپیک ۱۹۹۶ آتلانتا و ۲۰۰۰ سیدنی بود که به مقام‌های هفتم و هشتم رسید.